# Inhaltsebene
Auf der Inhaltsebene (auch Sachebene) werden in der Kommunikation objektiv überprüfbare Tatsachen rationalen Inhalts wie Termine, Beschäftigungsdauer übermittelt. Auf der Inhaltsebene bleibt das emotionale Wechselspiel der Kommunikationspartner – im Gegensatz zur Beziehungsebene – außen vor.
Das Eisbergmodell besagt, dass die Beziehungsebene einen wesentlich größeren Einfluss auf die Kommunikation ausübt, dass sie aber oft im Verborgenen wirkt.
In vielen bekannten Kommunikationsmodellen, zum Beispiel von Schulz von Thun oder Watzlawick, fließt die Untergliederung und Wirkung der Inhalts- und Beziehungsebene ein. Im Modell der vier Seiten einer Nachricht werden zusätzlich die Selbstoffenbarungs- und die Appellebene verwendet. In den meisten Seminaren zum Thema Kommunikation werden diese oder andere Modelle sowie die Einflüsse von Körpersprache und psychologischen Faktoren umfassend behandelt.
Die Bedingungen der Inhalts- und Beziehungsebene beschränken sich nicht nur auf die mündliche Kommunikation, sondern wirken sich auch in der schriftlichen Verständigung aus. So können Stilmittel wie Satzbau und Wortwahl die Aufnahme durch den Leser beeinflussen. Besonders bei schwierigen Themen wie einer Beschwerde oder Kritik muss in der schriftlichen Form der „richtige Ton“ getroffen werden.